# Antoine Galland
Antoine Galland (Rollot, 1646 - Paris, 1715) foi um escritor e orientalista francês, especialista em manuscritos antigos, línguas orientais e moedas. Galland é mais conhecido por ser o primeiro tradutor europeu d'As Mil e Uma Noites, o clássico da literatura árabe, publicado em francês entre 1704 e 1717.

## Vida e obra
Galland nasceu na Picardia de uma família camponesa humilde. Bom estudante, entrou em 1661 no Colégio de Plessis, em Paris, onde aprendeu a língua árabe. Em 1670 tornou-se secretário do marquês de Nointel, embaixador do rei Luís XIV junto ao Império Otomano. Nessa condição visitou Constantinopla, Grécia, Síria e Palestina, colecionando manuscritos e outros objetos. Sua última viagem ao Oriente ocorreu no período entre 1678 e 1688. De volta à França, Galland passou a ser assistente do orientalista Barthélemy d'Herbelot (1625-95), publicando sua monumental Biblioteca Oriental (Bibliothéque Orientale) em 1697, após a morte do mestre.

### Mil e uma noites
O final do século XVII foi uma época de grande interesse do público francês e europeu pelas histórias de contos de fadas de escritores como Charles Perrault e Marie-Catherine d'Aulnoy. Neste contexto, Galland traduziu manuscritos árabes com histórias maravilhosas que havia trazido do Oriente. O primeiro foi o conto das viagens do marinheiro Simbad, publicado em 1701, originário de um manuscrito avulso.
Em 1704 começou a publicar os volumes do que seria sua maior obra, As Mil e Uma Noites, baseado num manuscrito sírio do século XIV. Até 1706 já havia publicado seis volumes, que alcançaram grande popularidade.
Galland tomou várias liberdades artísticas na redação das Noites. Por exemplo, As Viagens de Simbad, originalmente um conto avulso, acabou sendo incluído nas Noites. O mesmo ocorreu com algumas histórias que escutou de Hanna Diab, um contista sírio, como Aladim e a Lâmpada Maravilhosa e Ali Babá e os Quarenta Ladrões: apesar de não existirem em nenhum manuscrito antigo das Noites, foram também incorporadas por Galland em sua obra. O escritor também modificou grande parte do estilo da narrativa, as falas das personagens e outros aspectos para adaptá-los ao público europeu. Apesar das críticas que recebeu de escritores e estudiosos posteriores, sua versão das Noites é a mais célebre e tornou-se um dos fundamentos da literatura ocidental.

## Publicações
- Les paroles remarquables, les bons mots et les maximes des Orientaux, S. Benard, 1694
- Contes et fables indiennes, de Bidpaï et de Lokman; traduites d'Ali-Tchelebi ben Saleh, auteur turc.
- Histoire de l'esclavage d'un marchand de la ville de Cassis, à Tunis, La Bibliothèque, « L'écrivain voyageur ».
- De l’origine et du progrès du café, La Bibliothèque, coll. « L'écrivain voyageur ».
- Le Voyage à Smyrne, Chandeigne, coll. « Magellane », 2000.
- Histoire de Noureddin et de la belle persane, André Versaille Éditeur, 2009
- Histoire d'Aladin ou la lampe merveilleuse
- Les Milles et une Nuits (como tradutor)
- Sinbad le marin